# A jugar con Hugo
A jugar con Hugo fue un programa de televisión interactivo producido por el desaparecido canal de televisión por cable Magic Kids perteneciente a Pramer y la productora argentina Promofilm. 
Producido y grabado en Buenos Aires, Argentina, éste comenzó a emitirse en 1996, casi a la par del lanzamiento de la señal. Su conductora era Gabriela Roife (también conocida como Gaby), y el personaje Hugo era caracterizado por los locutores Carlos Burgos (solamente en los juegos clásicos), César Ledesma (1999 - abril de 2002) y Cristian Bello (hasta el final del programa); y el de Hugolina y la bruja Scylla por Roxana Pulido.  El programa fue Ganador de un premio Martín Fierro (de cable) a "Mejor Programa Infantil". El Director de Programación de la señal era Jorge Contreras y el Productor Ejecutivo, Lionel Diacovetzky. 
Se trataba de un juego telefónico que por medio de los dígitos, se podía manejar al personaje llamado Hugo en los distintos juegos interactivos.
El programa desapareció en el 2006, cuando Magic Kids se alejó de la pantalla.
El 15 de agosto de 2016, se emitió un programa especial grabado ese mismo año. El 5 de noviembre de 2016 se realizó un especial a modo de homenaje de los 20 años de Hugo con una entrevista y la retransmisión de cuatro capítulos (por Internet).

## Historia
El juego fue creado en Dinamarca en el año 1990 para la televisión interactiva por Silverrock Production quien luego cambió de nombre a International Television Entertainment - ITE Media. Chile fue el primer país latinoamericano en importarlo de la mano de TVN, luego llegó a Brasil y en el año 1996 finalmente a Argentina. Durante los años 1992 a 1997 también fue emitido en España a través de la cadena Telecinco incluyéndolo inicialmente como parte del programa Telecupón, pero debido al éxito llegó a tener su propio programa, Hugolandia. Finalmente el juego tuvo su espacio en Colombia en el año de 1999 como parte de la Franja Metro de Canal Capital con una animación de Hugo hablando tanto con los comentaristas como con los niños televidentes. El juego llegó a tener también una versión en formato para PC.
El programa dejó de emitirse tras incumplir con la entrega de premios a sus participantes.

## Personajes
- Hugo: Es el protagonista del juego, intrépido, valiente, ágil e inteligente, siempre está dispuesto a enfrentarse a la malvada bruja Scylla y rescatar a su familia. Desde 1999 comenzó a interactuar por medio de una pantalla con Gaby y con los jugadores antes o después del juego.

- Hugolina: Es la esposa de Hugo, la cual debe ser rescatada por el protagonista. Físicamente es similar a Hugo, pero con rasgos femeninos y una larga cabellera negra.

- Scylla: Una bruja antigua del bosque, enemiga de Hugo. Constantemente secuestra a la esposa e hijos del héroe para mantener su juventud y belleza. Tiene un cuerpo esbelto, vestida con una túnica negra. Cuando huye se transforma en un gran buitre o en su forma original de anciana jorobada.

- Hijos de Hugo: Rit, Rat y Ruth, son secuestrados constantemente por la malvada de Scylla. Son mostrados en algunos países de habla hispana como sus sobrinos.

- Pajarraco: Es un pájaro bastante torpe que siempre busca estrellarse contra Hugo.

- Castor: Es un animal perezoso pero muy astuto, fastidia frecuentemente a Hugo, excepto en el nivel del "paracaidista", en donde ayuda a enviarlo a la isla de Scylla, y en "trecking" como bombero ayuda Hugo a apagar el fuego después de pisar la lava.

- Fernando: Es un Tucán que conoció al llegar a la Jungla secreta en la que Scylla encontró un nuevo escondite, siempre lo ayuda a Hugo como guía en la mayoría de los niveles.

- Juan Pablo: Es un mono que, al igual que el anterior lo conoció al llegar a la Jungla. Es amigo de Fernando desde antes, y también guía A Hugo en los niveles.

- Don Croco: Es un cocodrilo con una breve apariencia de pirata, además de ser el antiguo rey de la Jungla secreta. Él se hace aliado de Scylla para improvisar sus planes ante Hugo.

## Funcionamiento
ITE Media desarrolló una máquina personalizada en forma de caja que contenía cargada en su memoria los juegos a emitirse en la televisión. Se basaba en dos computadoras Commodore Amiga 3000, un demodulador DTMF para leer los tonos del teléfono y actuar como entrada, y un sistema de compensación de latencia de señal. Antes de jugar, debían presionar 5 en el teclado del teléfono, para calcular cuánta era la latencia o delay entre el estudio y el jugador y comprobar si habías "entrado en el sistema". A pesar de todo, el sistema estaba diseñado en primera instancia para países como Dinamarca o España, que geográficamente no son tan accidentados como Argentina o Chile por lo que los lugares más alejados tenían el famoso delay que producía un retardo enorme haciendo imposible su jugabilidad.
La pantalla donde se visualizaba a Hugo hablando con Gaby se trataba de un software que funcionaba por medio de un casco similar a los de fútbol americano. Este casco leía los gestos de la cara de una persona en tiempo real pudiendo hacer expresiones y gestos que el software interpretaba sin problemas. Los movimientos se lograban a través de un dispositivo tipo Joypad que permitía mover al personaje. Este mecanismo, por ejemplo, se replicaría y se utilizaría posteriormente en el juego argentino de Kito Pizzas.

## Niveles
Esta sección incluye los niveles que fueron jugados en el programa A Jugar Con Hugo de Argentina, no así los juegos distribuidos a la venta para PC o juegos jugados en otros países. El resto de juegos no mencionados nunca se incluyeron en el programa, posiblemente debido a la dificultad que tenían ya que muchos de ellos fueron doblados y estaban listos para su posterior emisión.
- Skate: Hugo se lanza por un viejo canal de agua seco en su skate. En el camino debe esquivar piedras, pozos y diques del Castor. Botones: 4=izquierda 6=derecha.

- Montaña: Aquí debemos guiar a Hugo por un desfiladero, el cual posee algunas plataformas para esquivar rocas, pozos y agarrar bolsas. En determinado momento debemos acortar camino usando un arpón-ventosa. Botones: 4=saltar hacia las plataformas, 5= saltar hacia arriba, 9=disparar arpón

- Bosque: Uno de los niveles más básicos, en donde Hugo camina por una tupida selva llena de trampas. Botones: 2=saltar 8=agacharse

- Avión: Uno de los vehículos de Hugo es su avión a hélice, el cual lo acerca a la cueva de Scylla. Hugo debe llegar antes de quedarse sin combustible. Botones: 4=izquierda, 6= derecha, 0=ver mapa.

- Puente De Troncos: En este nivel los movimientos de Hugo dependerán de nosotros. Hugo debe saltar rápido para que los troncos no se caigan. Además deberemos memorizar una clave determinada por las ranas y lechuzas que veremos en el camino. Botones: 6=saltar hacia adelante, 2=saltar hacia izquierda, 8=saltar hacia derecha, Botones para clave: 1=rana 2=lechuza.

- Leñador: Por un río avanzan troncos velozmente, y Hugo los aprovecha para viajar hacia la guarida de Scylla. Pero si no salta rápido, los troncos se hundiran. Botones: 4=izquierda, 6= derecha.

- Tren: Hugo avanza por las vías de tren abandonadas con su zorra manual, esquivando trenes y agarrando bolsas en el camino. Botones: 4=izquierda, 6= derecha, 5=saltar para agarrar bolsas.

- Cueva de Hielo: Hugo encuentra una entrada trasera a la cueva de Scylla y debe saltar sobre pilares de hielo dentro de una caverna helada, agarrando jarrones mágicos que contienen la clave para salir de la misma y evitando caer en los espacios. Botones: 4= saltar hacia izquierda, 6= saltar hacia derecha, 2= saltar hacia adelante, 8= saltar hacia atrás: Botones para clave: 1,2 y 3.

- Buceo: Hugo bucea por el fondo del río juntando cofres y esquivando crustáceos, peces, pulpos y cascadas antes de quedarse sin aire. Botones: 4=izquierda, 6= derecha, 2=tomar aire 8=bajar.

- Mina: Scylla se esconde en una mina abandonada, y Hugo usa una vagoneta para llegar con ella, siguiendo el camino correcto. Botones: 4=esquivar hacia el costado, 8=agacharse, elegir camino= 4 o 6.

- Pantano: La cueva de Scylla está rodeada por un tenebroso pantano que Hugo debe cruzar. Un viejo árbol nos dirá unos sonidos que usaremos como clave para entrar a la cueva. En el camino hay que esquivar pajarracos, murciélagos y pozos de lodo sin olvidarse de subirnos al molino para evitar caer en el pequeño lago. Botones: 2=saltar, 8=agacharse, botones de la clave: 1 a 6.

- Rafting: Hugo navega por un río rápido a bordo de un barril, siguiendo el camino correcto evitando rocas puntiagudas y remolinos provocados por Scylla. Botones: 4=izquierda, 6= derecha, 5= tapar barril, 0=ver mapa.

- Trecking: En un misterioso valle, Hugo corre para no ser aplastado por una roca gigante evitando fosas de lava, caminos sin salida y otras trampas antes de que Scylla vuele con explosivos un puente que nos dejará llegar a su cueva. Un búho nos dirá la clave para abrir las puertas de dicho puente Botones:4=izquierda, 6= derecha, Botones para clave: 4=izquierda, 6= derecha, 0=elegir.

- Moto: A Hugo le gusta andar en su moto, pero debe llegar rápido a la cueva de Scylla por el camino correcto y procurar no quedarse sin combustible, esquivar las cabras y los precipicios. Botones: 4=izquierda, 6= derecha, 5= tocar bocina.

- Globo: Además del avión, Hugo vuela en globo en las alturas de las montañas picudas...pero al llegar tendrá que evitar chocar las paredes al descender por un hueco donde se encuentra la caverna de Scylla o. Botones: 4=izquierda, 6= derecha, 2=arriba, 8=abajo, 0= tirar bomba.

- Trineo: Hugo se desliza con su trineo hasta la cueva debe evitar dinamitas y muñecos de nieve hechizados, además de derrotar al astuto Castor. Botones: 2= saltar, 8= agacharse, 4-5-6= tirarle bola de nieve al Castor

- Paracaídas: El Castor lanza a Hugo con una catapulta a la isla secreta de Scylla, y el héroe bajara con su paracaídas esquivando globos con dinamitas, nubes tormentosas y al pajarraco.. Botones: 4= izquierda, 6= derecha, 5= atrás, 0=ver mapa.

- Escalador: Hugo tiene que escalar la montaña maléfica donde se encuentra la cueva de Scylla. En el camino se encuentra con gárgolas que escupen fuego, dinamita y rocas en llamas que caen de lo alto. Además tendrá que llegar a la cima antes de que la bruja lo haga. Botones: 4= Izquierda, 6= derecha, 8= saltar.

- Perlas Mágicas: Hugo se encuentra en el bosque con Rit, Rat y Ruth, entonces Ruth lo reta a encontrar la perla entre tres ostras vacías. Botones para elegir la correcta 1-2-3. Este juego se jugaba en el segmento Pelo Libre y cuando sobraba tiempo en el programa para completar la media hora.

- Juego Navideño: Hugo ayuda a Papa Noel/Santa a poner los regalos en su trineo, esquivando las bombas que puso Scylla. Botones: 4= Izquierda, 6=Derecha para mover a Hugo hacia los regalos.Dicho juego se jugaba solamente en el mes de diciembre.

## Niveles en La Jungla
- Volcán: Hugo debe subir por el interior al volcán de Scylla y Don Croco antes que suba la lava. Pero la bruja sabe que Hugo está subiendo y produce un temblor en el volcán que produce la caída de piedras de arriba. Botones: 4= izquierda, 6= derecha, 2= subir/cerrar tapas, 8=Bajar.

- Lianas: Hugo sabe trepar lianas como ninguno... con la ayuda de Fernando y Juan Pablo podrá llegar a la cima de los árboles si logra esquivar a los elefantes que caen por las lianas y a los otros obstáculos. Botones: 4= izquierda, 6= derecha.

- Hugocóptero: Uno de los vehículos favoritos de Hugo, el cual le permitirá pasar rápido por encima del río de la jungla y las trampas de las pirámides antiguas para ir a rescatar a su familia secuestrada en el volcán de Scylla. Botones: 4= izquierda, 6= derecha, 2= arriba, 8= abajo.

- Sigue al Lider: Es un juego de memoria y rapidez en donde Hugo debe imitar el recorrido que hace su amigo el mono Juan Pablo. Botones: 4= izquierda, 6= derecha, 2= atrás, 8= adelante.

- Memotest: Juego donde el jugador tiene que encontrar pares de cartas iguales, el juego era simplemente diciendo el número de la carta con la voz.

## Niveles Finales
Clásicos:
- Soga: Una vez que Hugo llega a la cueva se encuentra frente a frente con la malvada bruja Scylla y con su familia encerrada atrás de ella. Hay tres cuerdas, una para liberar a la familia y atrapar a la bruja también ( atada en una soga es lanzada por un hoyo fuera de su cueva), otra que también libera a Hugolina y a los niños pero dejando que la bruja se escape en forma de pájaro o anciana y otra que hace que Hugo pierda y salga disparado de la cueva por el hoyo. Botones: 3-6-9

- Llave: Una de las llaves que tiene Hugo abrirá un cofre con las riquezas escondidas de Scylla. Botones: 3-6-9

En la Jungla:
- Hoyos:Hugo debe meter la mano en uno de los tres hoyos con forma de bocas de animales para abrir la jaula que tiene a su familia. Botones: 1-2-3

## Items
- Bolsas de Monedas: Hugo las recolecta para ganar puntos. En el nivel subacuatico, las monedas vienen en cofres. Acciones como adivinar cada ítem de una clave o atacar a un enemigo da una bolsa de recompensa.

- Bolsas de Oro: Dan más puntaje que las bolsas comunes. Tienen un tono algo más agudo que cuando se agarra una bolsa común.

- Bolsas Malignas (Bolsas de Piedras): Al contrario que las otras, estas restan puntaje. Al agarrarla, se oye la risa de Scylla.

- Diamantes: Reemplazan a las bolsas en los niveles de la jungla.

- Vidas: Hugo arranca con 3 vidas. Cuanto menos vidas pierda, más puntaje tendrá. Si pierde todas las vidas, el juego termina.

Nota: Determinados niveles tienen mapas o claves que serán importantes para progresar en ellos.

## Frases de Hugo
Esta es una lista de las frases que dice Hugo en cada uno de los niveles, durante el transcurso del juego, en la versión argentina (voz de Carlos Burgos)
Antes de ingresar a la cueva de Scylla: "Presiento que esto va a ser muy peligroso." "¿holaa?¿Hay alguien ahi?"
| Escenario         | Cuando arranca el juego | Cuando termina el juego                                         | Cuando pierde la 1° vida                                    | Cuando pierde la 2° vida                                                | Cuando pierde la 3° vida (pierde el juego)                             | Cuando cae en las trampas                                               | Frases adicionales                                                                                |
| ----------------- | --- | --------------------------------------------------------------- | ----------------------------------------------------------- | ----------------------------------------------------------------------- | ---------------------------------------------------------------------- | ----------------------------------------------------------------------- | ------------------------------------------------------------------------------------------------- |
| Montaña           | "Vayamos hasta la cima. Sin parar" | "Sos un ídolo. ¡Lo hicimos!"                                    | "¿Qué estamos haciendo aquí?"                               | "¡Arriba! Esta es la última chance"                                     | "Andate a tu casa debilucho. Este juego está caput"                    | "Me siento como un minero, porque ahora estoy en China"                 | "Esto se va a poner buenísimo. Buenísimo"                                                         |
| Montaña           | "Vayamos hasta la cima. Sin parar" | "Sos un ídolo. ¡Lo hicimos!"                                    | "¿Qué estamos haciendo aquí?"                               | "¡Arriba! Esta es la última chance"                                     | "Andate a tu casa debilucho. Este juego está caput"                    | "Qué viajecito. Apuesto a que me golpeé un poquito"                     | "Esto se va a poner buenísimo. Buenísimo"                                                         |
| Montaña           | "Vayamos hasta la cima. Sin parar" | "Sos un ídolo. ¡Lo hicimos!"                                    | "¿Qué estamos haciendo aquí?"                               | "¡Arriba! Esta es la última chance"                                     | "Andate a tu casa debilucho. Este juego está caput"                    | "Esto tiene gusto a caramelo de roca"                                   | "Ahora es todo tuyo"                                                                              |
| Skate             | "Ok. Vamos a andar en skate" | "Sos un genio. ¡Lo logramos!"                                   | "Apretá más rápido los botones del teléfono"                | "Despertate. Ésta es tu última oportunidad"                             | "Será en otra oportunidad porque este juego está caput"                | "¡Hey! Vení acá con mi skate"                                           | -                                                                                                 |
| Skate             | "Ok. Vamos a andar en skate" | "Sos un genio. ¡Lo logramos!"                                   | "Apretá más rápido los botones del teléfono"                | "Despertate. Ésta es tu última oportunidad"                             | "Será en otra oportunidad porque este juego está caput"                | "Me caigoooooo"                                                         | -                                                                                                 |
| Avión             | "Mmm. Ok. Pongamos en marcha este avión"                                                                                               | "Lo hicimos muy bien"                                           | "No seas lento. Estoy listo para seguir"                    | "Una vida más para jugar"                                               | "Trolledrit. Trolledrat. Trolledrut. Este juego está caput"            | "Esto es lo que yo llamo una explosión"                                 | -                                                                                                 |
| Avión             | "Mmm. Ok. Pongamos en marcha este avión"                                                                                               | "Lo hicimos muy bien"                                           | "No seas lento. Estoy listo para seguir"                    | "Una vida más para jugar"                                               | "Trolledrit. Trolledrat. Trolledrut. Este juego está caput"            | "Aaaaayyy... ¡Uy! Qué aterrizaje que lograste"                          | -                                                                                                 |
| Buceo             | "Ok. Vamos. A Bucear" | "¡Lo logramos! Sos un genio"                                    | "¿Qué hacés afuera del agua?"                               | "¡Vamos! Metete al agua que es tu última chance"                        | "Trolledrit. Trolledrat. Trolledrut. Este juego está caput"            | "¿Qué te pensás, que soy una lombriz?"                                  | (Expresión de ahogo)                                                                              |
| Buceo             | "Ok. Vamos. A Bucear" | "¡Lo logramos! Sos un genio"                                    | "¿Qué hacés afuera del agua?"                               | "¡Vamos! Metete al agua que es tu última chance"                        | "Trolledrit. Trolledrat. Trolledrut. Este juego está caput"            | "Qué gusto asqueroso tiene esta tinta"                                  | (Expresión de ahogo)                                                                              |
| Buceo             | "Ok. Vamos. A Bucear" | "¡Lo logramos! Sos un genio"                                    | "¿Qué hacés afuera del agua?"                               | "¡Vamos! Metete al agua que es tu última chance"                        | "Trolledrit. Trolledrat. Trolledrut. Este juego está caput"            | "¡Auch!"                                                                | (Expresión de ahogo)                                                                              |
| Buceo             | "Ok. Vamos. A Bucear" | "¡Lo logramos! Sos un genio"                                    | "¿Qué hacés afuera del agua?"                               | "¡Vamos! Metete al agua que es tu última chance"                        | "Trolledrit. Trolledrat. Trolledrut. Este juego está caput"            | "Te equivocaste de camino"                                              | (Expresión de ahogo)                                                                              |
| Leñador           | "Vamos a saltar algunos troncos" | "¡Muchas gracias! Pero ahora viene lo más difícil"              | "¡Vamos! Apretá más rápido los botones del teléfono"        | "¡Vamos! Una vida más para saltar"                                      | "Trolledrit. Trolledrat. Trolledrut. Este juego está caput"            | "¡Oh, no! ¿Dónde está mi equipo de buceo?"                              | -                                                                                                 |
| Leñador           | "Vamos a saltar algunos troncos" | "¡Muchas gracias! Pero ahora viene lo más difícil"              | "¡Vamos! Apretá más rápido los botones del teléfono"        | "¡Vamos! Una vida más para saltar"                                      | "Trolledrit. Trolledrat. Trolledrut. Este juego está caput"            | "¿Quién apagó la luz?"                                                  | -                                                                                                 |
| Leñador           | "Vamos a saltar algunos troncos" | "¡Muchas gracias! Pero ahora viene lo más difícil"              | "¡Vamos! Apretá más rápido los botones del teléfono"        | "¡Vamos! Una vida más para saltar"                                      | "Trolledrit. Trolledrat. Trolledrut. Este juego está caput"            | "¡Auch auch! De la rama a la cama"                                      | -                                                                                                 |
| Tren              | "Ok. Pongamos el juego en marcha" | "Lo hicimos muy bien"                                           | "No seas lento. Estoy listo para partir"                    | "Ok. Una vida más para jugar"                                           | "Trolledrit. Trolledrat. Trolledrut. Este juego está caput"            | "Fush... Eso estuvo cerca"                                              | -                                                                                                 |
| Tren              | "Ok. Pongamos el juego en marcha" | "Lo hicimos muy bien"                                           | "No seas lento. Estoy listo para partir"                    | "Ok. Una vida más para jugar"                                           | "Trolledrit. Trolledrat. Trolledrut. Este juego está caput"            | "Uuyyy... Aahhh, ¡Esto es un alivio!"                                   | -                                                                                                 |
| Trecking          | "Mejor que nos apuremos y comencemos el juego antes de que volemos"                                                                    | -                                                               | "Un gato tiene 7 vidas. A nosotros sólo nos quedan dos"     | "Preparate Scylla que me queda una vida"                                | "No te preocupes. Lo importante es haber jugado"                       | "Medio incómodo para seguir, ¿no?"                                      | "¡Oh, no! Se supone que tiene que abrirse, no cerrarse"                                           |
| Trecking          | "Mejor que nos apuremos y comencemos el juego antes de que volemos"                                                                    | -                                                               | "Un gato tiene 7 vidas. A nosotros sólo nos quedan dos"     | "Preparate Scylla que me queda una vida"                                | "No te preocupes. Lo importante es haber jugado"                       | "Gracias bombero castor. Necesitaba refrescarme"                        | "¡Oh, no! Se supone que tiene que abrirse, no cerrarse"                                           |
| Trecking          | "Mejor que nos apuremos y comencemos el juego antes de que volemos"                                                                    | -                                                               | "Un gato tiene 7 vidas. A nosotros sólo nos quedan dos"     | "Preparate Scylla que me queda una vida"                                | "No te preocupes. Lo importante es haber jugado"                       | "Gracias por enderezarme amigo"                                         | "¡Oh, no! Se supone que tiene que abrirse, no cerrarse"                                           |
| Trecking          | "Mejor que nos apuremos y comencemos el juego antes de que volemos"                                                                    | -                                                               | "Un gato tiene 7 vidas. A nosotros sólo nos quedan dos"     | "Preparate Scylla que me queda una vida"                                | "No te preocupes. Lo importante es haber jugado"                       | "Me parece que se viene una tormenta... ¡PERO DE PIEDRAS!"              | "¡Oh, no! Se supone que tiene que abrirse, no cerrarse"                                           |
| Escalador         | "Arriba vamos, y a mover rápido las manos"                                                                                             | "¡Muy bien! ¡Lo logramos! Estamos en la cima del mundo"         | "No te preocupes. Te quedan dos vidas para seguir subiendo" | "Te queda sólo una vida para llegar a la cima"                          | "Qué lástima amigo. Será la próxima vez"                               | "Esta es la forma de tener un rápido bronceado"                         | -                                                                                                 |
| Escalador         | "Arriba vamos, y a mover rápido las manos"                                                                                             | "¡Muy bien! ¡Lo logramos! Estamos en la cima del mundo"         | "No te preocupes. Te quedan dos vidas para seguir subiendo" | "Te queda sólo una vida para llegar a la cima"                          | "Qué lástima amigo. Será la próxima vez"                               | "Yo quería escalar, no explotar"                                        | -                                                                                                 |
| Escalador         | "Arriba vamos, y a mover rápido las manos"                                                                                             | "¡Muy bien! ¡Lo logramos! Estamos en la cima del mundo"         | "No te preocupes. Te quedan dos vidas para seguir subiendo" | "Te queda sólo una vida para llegar a la cima"                          | "Aaaahhhh... El tiempo se terminó. Será la próxima vez"                | "Mmm ¡Qué buen peinado!"                                                | -                                                                                                 |
| Escalador         | "Arriba vamos, y a mover rápido las manos"                                                                                             | "¡Muy bien! ¡Lo logramos! Estamos en la cima del mundo"         | "No te preocupes. Te quedan dos vidas para seguir subiendo" | "Te queda sólo una vida para llegar a la cima"                          | "Aaaahhhh... El tiempo se terminó. Será la próxima vez"                | "¡Auch!"                                                                | -                                                                                                 |
| Escalador         | "Arriba vamos, y a mover rápido las manos"                                                                                             | "¡Muy bien! ¡Lo logramos! Estamos en la cima del mundo"         | "No te preocupes. Te quedan dos vidas para seguir subiendo" | "Te queda sólo una vida para llegar a la cima"                          | "Aaaahhhh... El tiempo se terminó. Será la próxima vez"                | "Por lo menos, las orejas las tengo bien limpias"                       | -                                                                                                 |
| Selva             | "Ok. Comencemos a jugar" | "Lo hicimos muy bien"                                           | "No seas lento. Estoy listo para partir"                    | "¡Arriba! Esta es tu última oportunidad"                                | "Trolledrit. Trolledrat. Trolledrut. Este juego está caput"            | "Ay ay ay ay. ¡Qué dolor!"                                              | -                                                                                                 |
| Selva             | "Ok. Comencemos a jugar" | "Lo hicimos muy bien"                                           | "No seas lento. Estoy listo para partir"                    | "¡Arriba! Esta es tu última oportunidad"                                | "Trolledrit. Trolledrat. Trolledrut. Este juego está caput"            | "¡Qué horrible sensación!"                                              | -                                                                                                 |
| Selva             | "Ok. Comencemos a jugar" | "Lo hicimos muy bien"                                           | "No seas lento. Estoy listo para partir"                    | "¡Arriba! Esta es tu última oportunidad"                                | "Trolledrit. Trolledrat. Trolledrut. Este juego está caput"            | "Mirá los pajaritos"                                                    | -                                                                                                 |
| Selva             | "Ok. Comencemos a jugar" | "Lo hicimos muy bien"                                           | "No seas lento. Estoy listo para partir"                    | "¡Arriba! Esta es tu última oportunidad"                                | "Trolledrit. Trolledrat. Trolledrut. Este juego está caput"            | "Aaaayyy... ¡Oh! ¿Qué estamos haciendo aquí? Aaaayyy... Hora de saltar" | -                                                                                                 |
| Mina              | "Ok. Empecemos a jugar" | "¡Muy bien! ¡Llegamos!"                                         | "¡Dale! Apretá más rápido los botones del teléfono"         | "Subite al carro que es la última oportunidad"                          | "Trolledrit. Trolledrat. Trolledrut. Este juego está caput"            | "Aaauuuhhh"                                                             | "¡POR ACÁ NOOOOOO!"                                                                               |
| Mina              | "Ok. Empecemos a jugar" | "¡Muy bien! ¡Llegamos!"                                         | "¡Dale! Apretá más rápido los botones del teléfono"         | "Subite al carro que es la última oportunidad"                          | "Trolledrit. Trolledrat. Trolledrut. Este juego está caput"            | "Ay ay ay ay... Creo que estoy viendo las estrellas"                    | "¡POR ACÁ NOOOOOO!"                                                                               |
| Globo             | "¡Opa!" | "¡Muy bien! ¡Qué bien que volamos!"                             | "¡Vamos! Subite al globo"                                   | "Apurate. Te queda una vida para volar"                                 | "Trolledrit. Trolledrat. Trolledrut. Este juego está caput"            | "¿Quién puso esta piedra en mi camino?"                                 | "¡Qué buen viaje!"                                                                                |
| Globo             | "Con las antiparras puestas vamos a volar"                                                                                             | "¡Muy bien! ¡Qué bien que volamos!"                             | "¡Vamos! Subite al globo"                                   | "Apurate. Te queda una vida para volar"                                 | "Trolledrit. Trolledrat. Trolledrut. Este juego está caput"            | "Tendría que haber comprado un globo a prueba de explosiones"           | "¡Qué buen viaje!"                                                                                |
| Globo             | "Con las antiparras puestas vamos a volar"                                                                                             | "¡Muy bien! ¡Qué bien que volamos!"                             | "¡Vamos! Subite al globo"                                   | "Apurate. Te queda una vida para volar"                                 | "Trolledrit. Trolledrat. Trolledrut. Este juego está caput"            | "Se está nublando un poco"                                              | "Oh oh... Aaaayyy"                                                                                |
| Globo             | "¡Qué paseito que vamos a dar!" | "¡Muy bien! ¡Qué bien que volamos!"                             | "¡Vamos! Subite al globo"                                   | "Apurate. Te queda una vida para volar"                                 | "Trolledrit. Trolledrat. Trolledrut. Este juego está caput"            | "Parezco una marioneta"                                                 | "Oh oh... Aaaayyy"                                                                                |
| Globo             | "¡Qué paseito que vamos a dar!" | "¡Muy bien! ¡Qué bien que volamos!"                             | "¡Vamos! Subite al globo"                                   | "Apurate. Te queda una vida para volar"                                 | "Trolledrit. Trolledrat. Trolledrut. Este juego está caput"            | "Hace calor acá arriba"                                                 | "Oh oh... Aaaayyy"                                                                                |
| Paracaídas        | "¿Estás listo para volar? Vamos arriba a tomar un poco de aire"                                                                        | "Rápido como el rayo. Ahora, la misión más oscura"              | -                                                           | -                                                                       | -                                                                      | "Qué tráfico que hay acá arriba"                                        | -                                                                                                 |
| Paracaídas        | "¿Estás listo para volar? Vamos arriba a tomar un poco de aire"                                                                        | "Rápido como el rayo. Ahora, la misión más oscura"              | -                                                           | -                                                                       | -                                                                      | "Qué tiempo tormentoso hay en el cielo"                                 | -                                                                                                 |
| Paracaídas        | "¿Estás listo para volar? Vamos arriba a tomar un poco de aire"                                                                        | "Rápido como el rayo. Ahora, la misión más oscura"              | -                                                           | -                                                                       | -                                                                      | "Me parece que voy a tener que cambiar de peluquero"                    | -                                                                                                 |
| Trineo            | "El trineo está listo y el invierno está muy frío"                                                                                     | "Hasta aquí lo hicimos muy bien. A ver si tenemos suerte ahora" | "¡Vamos! Parece que te congelaste los dedos"                | "Subite al trineo que sino me congelo"                                  | "Bueno, esto ya fue. Nos veremos en el próximo invierno"               | "Por lo menos, los pies los tengo calentitos"                           |                                                                                                   |
| Trineo            | "El trineo está listo y el invierno está muy frío"                                                                                     | "Hasta aquí lo hicimos muy bien. A ver si tenemos suerte ahora" | "¡Vamos! Parece que te congelaste los dedos"                | "Subite al trineo que sino me congelo"                                  | "Bueno, esto ya fue. Nos veremos en el próximo invierno"               | "¡Qué abrazo! Así es fácil tener amigos"                                |                                                                                                   |
| Cueva de hielo    | “A saltar un poco para no congelarnos y rescatar a mi familia”                                                                         | “Lo hicimos. Tenés muy buena memoria”                           | “¡Vamos! Que hay que seguir saltando”                       | “¡Vamos! Es tu última oportunidad”                                      | "Trolledrit. Trolledrat. Trolledrut. Este juego está caput"            | “¡ME CAIGOOOO!”                                                         | “Espero que hayas visto los símbolos”                                                             |
| Cueva de hielo    | “A saltar un poco para no congelarnos y rescatar a mi familia”                                                                         | “Lo hicimos. Tenés muy buena memoria”                           | “¡Vamos! Que hay que seguir saltando”                       | “¡Vamos! Es tu última oportunidad”                                      | "Trolledrit. Trolledrat. Trolledrut. Este juego está caput"            | “¡Auch!”                                                                | “Oh, no! Parece que perdiste la memoria. Será en otra oportunidad”                                |
| Puente de troncos | “Vamos a hacer un poco de gimnasia saltando este Puente de troncos. Pero no te olvides de prestar atención a las ranas y las lechuzas” | “¡Excelente! Muy buena la combinación de piernas y memoria”     | “¡Hey! Supuestamente teníamos que saltar, no tropezar”      | “A seguir haciendo gimnasia. Te queda una oportunidad”                  | “Qué lastima, pero este es el final. Mejor suerte para la próxima vez” | “Hubiese traído mi malla”                                               | “Muy bien la parte de los saltos. Ahora, a usar la cabeza”                                        |
| Puente de troncos | “Vamos a hacer un poco de gimnasia saltando este Puente de troncos. Pero no te olvides de prestar atención a las ranas y las lechuzas” | “¡Excelente! Muy buena la combinación de piernas y memoria”     | “¡Hey! Supuestamente teníamos que saltar, no tropezar”      | “A seguir haciendo gimnasia. Te queda una oportunidad”                  | “Qué lastima, pero este es el final. Mejor suerte para la próxima vez” | “Está bien. Creo que no se va a mover”                                  | “Muy bien la parte de los saltos. Ahora, a usar la cabeza”                                        |
| Puente de troncos | “Vamos a hacer un poco de gimnasia saltando este Puente de troncos. Pero no te olvides de prestar atención a las ranas y las lechuzas” | “¡Excelente! Muy buena la combinación de piernas y memoria”     | “¡Hey! Supuestamente teníamos que saltar, no tropezar”      | “A seguir haciendo gimnasia. Te queda una oportunidad”                  | “Qué lastima, pero este es el final. Mejor suerte para la próxima vez” | (Expresión de dolor)                                                    | “Saltaste muy bien. Pero te falló la memoria”                                                     |
| Puente de troncos | “Vamos a hacer un poco de gimnasia saltando este Puente de troncos. Pero no te olvides de prestar atención a las ranas y las lechuzas” | “¡Excelente! Muy buena la combinación de piernas y memoria”     | “¡Hey! Supuestamente teníamos que saltar, no tropezar”      | “A seguir haciendo gimnasia. Te queda una oportunidad”                  | “Qué lastima, pero este es el final. Mejor suerte para la próxima vez” | “Estaba seguro de que ahí había un poste”                               | “Saltaste muy bien. Pero te falló la memoria”                                                     |
| Pantano           | “Vamos a cruzar este tenebroso pantano”                                                                                                | “Sos un fenómeno. ¡Lo hicimos!”                                 | “No te duermas. Apretá bien las teclas”                     | “¿Hola? Dale, que te queda una vida”                                    | "Trolledrit. Trolledrat. Trolledrut. Este juego está caput"            | “Ufa, hoy que no me toca bañar”                                         | “Si te acordás de los sonidos, vas a poder entrar a la cueva y rescatar a Hugolina y a mis hijos” |
| Pantano           | “Vamos a cruzar este tenebroso pantano”                                                                                                | “Sos un fenómeno. ¡Lo hicimos!”                                 | “No te duermas. Apretá bien las teclas”                     | “¿Hola? Dale, que te queda una vida”                                    | "Trolledrit. Trolledrat. Trolledrut. Este juego está caput"            | “Me parece que mi otro peinado era más lindo”                           | “Si te acordás de los sonidos, vas a poder entrar a la cueva y rescatar a Hugolina y a mis hijos” |
| Pantano           | “Vamos a cruzar este tenebroso pantano”                                                                                                | “Sos un fenómeno. ¡Lo hicimos!”                                 | “No te duermas. Apretá bien las teclas”                     | “¿Hola? Dale, que te queda una vida”                                    | "Trolledrit. Trolledrat. Trolledrut. Este juego está caput"            | “¿Te gusta mi sombrero de plumas?”                                      | “No no no. Elegiste el símbolo equivocado. Yo pensé que era más fácil”                            |
| Pantano           | “Vamos a cruzar este tenebroso pantano”                                                                                                | “Sos un fenómeno. ¡Lo hicimos!”                                 | “No te duermas. Apretá bien las teclas”                     | “¿Hola? Dale, que te queda una vida”                                    | "Trolledrit. Trolledrat. Trolledrut. Este juego está caput"            | “Prefiero una ducha caliente”                                           | “No no no. Elegiste el símbolo equivocado. Yo pensé que era más fácil”                            |
| Rafting           | “Vamos a practicar rafting arriba del barril sin parar de reír”                                                                        | -                                                               | “Una menos, y quedan dos”                                   | “La última oportunidad para convertirte en campeón olímpico de rafting” | “Bueno. Siempre podrás dedicarte al alpinismo”                         | “Otra brillante idea”                                                   | -                                                                                                 |
| Rafting           | “Vamos a practicar rafting arriba del barril sin parar de reír”                                                                        | -                                                               | “Una menos, y quedan dos”                                   | “La última oportunidad para convertirte en campeón olímpico de rafting” | “Bueno. Siempre podrás dedicarte al alpinismo”                         | “Ahora veo qué fue lo que salió mal”                                    | -                                                                                                 |
| Rafting           | “Vamos a practicar rafting arriba del barril sin parar de reír”                                                                        | -                                                               | “Una menos, y quedan dos”                                   | “La última oportunidad para convertirte en campeón olímpico de rafting” | “Bueno. Siempre podrás dedicarte al alpinismo”                         | “Esa oscuridad no podrá conmigo”                                        | -                                                                                                 |
| Rafting           | “Vamos a practicar rafting arriba del barril sin parar de reír”                                                                        | -                                                               | “Una menos, y quedan dos”                                   | “La última oportunidad para convertirte en campeón olímpico de rafting” | “Bueno. Siempre podrás dedicarte al alpinismo”                         | “La próxima vez poné la tapa”                                           | -                                                                                                 |
| Rafting           | “Vamos a practicar rafting arriba del barril sin parar de reír”                                                                        | -                                                               | “Una menos, y quedan dos”                                   | “La última oportunidad para convertirte en campeón olímpico de rafting” | “Bueno. Siempre podrás dedicarte al alpinismo”                         | “Muy divertido”                                                         | -                                                                                                 |
| Rafting           | “Vamos a practicar rafting arriba del barril sin parar de reír”                                                                        | -                                                               | “Una menos, y quedan dos”                                   | “La última oportunidad para convertirte en campeón olímpico de rafting” | “Bueno. Siempre podrás dedicarte al alpinismo”                         | “Esto es lo que pasa cuando dejás las puertas abiertas”                 | -                                                                                                 |
| Rafting           | “Vamos a practicar rafting arriba del barril sin parar de reír”                                                                        | -                                                               | “Una menos, y quedan dos”                                   | “La última oportunidad para convertirte en campeón olímpico de rafting” | “Bueno. Siempre podrás dedicarte al alpinismo”                         | “Quizás tendría que haber traído el bote después de todo”               | -                                                                                                 |
| Rafting           | “Vamos a practicar rafting arriba del barril sin parar de reír”                                                                        | -                                                               | “Una menos, y quedan dos”                                   | “La última oportunidad para convertirte en campeón olímpico de rafting” | “Bueno. Siempre podrás dedicarte al alpinismo”                         | “¿Quién sacó el capot?”                                                 | -                                                                                                 |
| Moto              | “No aguanto más para hacer estas ruedas rodar”                                                                                         | “¡Excelente! Vos sí que sabés andar una moto”                   | “¡Vamos! A seguir andando”                                  | “Subite rápido que es tu última vida”                                   | "Trolledrit. Trolledrat. Trolledrut. Este juego está caput"            | “Aaaayyy”                                                               | “Sin nafta no hay diversión"                                                                      |
| Moto              | “No aguanto más para hacer estas ruedas rodar”                                                                                         | “¡Excelente! Vos sí que sabés andar una moto”                   | “¡Vamos! A seguir andando”                                  | “Subite rápido que es tu última vida”                                   | "Trolledrit. Trolledrat. Trolledrut. Este juego está caput"            | “¡ME CAIGOOOOO!”                                                        | “Sin nafta no hay diversión"                                                                      |

## Curiosidades
- El formato televisivo fue exportado de Dinamarca a varios países, siendo Argentina el único que tiene el nombre "A jugar con Hugo" siendo el nombre a nivel mundial "Hugo"
- El nombre de la conductora, figuraba en los créditos como "Gaby", ocultando su nombre completo. Algo que a fin de cuentas sirvió para evitar el acoso que si sufrió Natalia Dim.
- El apellido de la conductora de este ciclo, es Roife con i latina... y no Royfe como siempre se divulgo.
- Otros de los rumores que siempre se compartió, es que Gabriela Roife fue modelo de la agencia Pancho Dotto, siendo solo un rumor, desmentido por ella misma.
- Existe un minijuego de la versión clásica llamado "Luciérnagas" que jamás fue porteado a PC ni a consolas. En este juego, Hugo perdía la luz de su lámpara y para recuperarla debía salir al campo a juntar algunas luciérnagas saltando sobre calabazas en el menor tiempo posible y evitando a los latosos castores. Estas luciérnagas servirían justamente para que Hugo vuelva a tener luz en su lámpara y pudiera seguir leyendo un libro. Este juego por razones desconocidas nunca fue incluido en las versiones domésticas.
- Las versiones televisivas de Hugo contenían mensajes subliminales. Estos mensajes misteriosos se trataban ni más ni menos que de los nombres de los desarrolladores puestos de manera "oculta" dentro del juego. En las versiones domésticas, muchos de ellos se eliminaron.
- Los juegos de Hugo fueron variando con el pasar de años por lo que no es de sorprenderse que las animaciones, gráficos y sprites cambiasen entre ellos.

- Datos: Q555566